# 美麗島站
美麗島站位於臺灣高雄市新興區，為高雄捷運紅線及橘線的捷運車站，為高雄捷運初期路網唯一的轉乘車站，車站位於中山一路與中正三路路口（大港埔圓環）下方，為高雄市中心道路要衝。車站編號為R10/O5。

## 車站概要
本站因位於昔日大港埔大字的中心（雖然大字下轄的大港埔聚落較靠近中央公園站），加上附近公車站牌亦為大港埔，通車前計畫暫名為大港埔站，後以1979年12月10日在此地爆發、影響臺灣民主運動發展的美麗島事件定為站名。本站由日本建築師高松伸設計，以祈禱為主題象徵。車站內部之公共藝術作品——光之穹頂，乃由義大利藝術家水仙大師（Narcissus Quagliata）親手打造。

## 車站構造

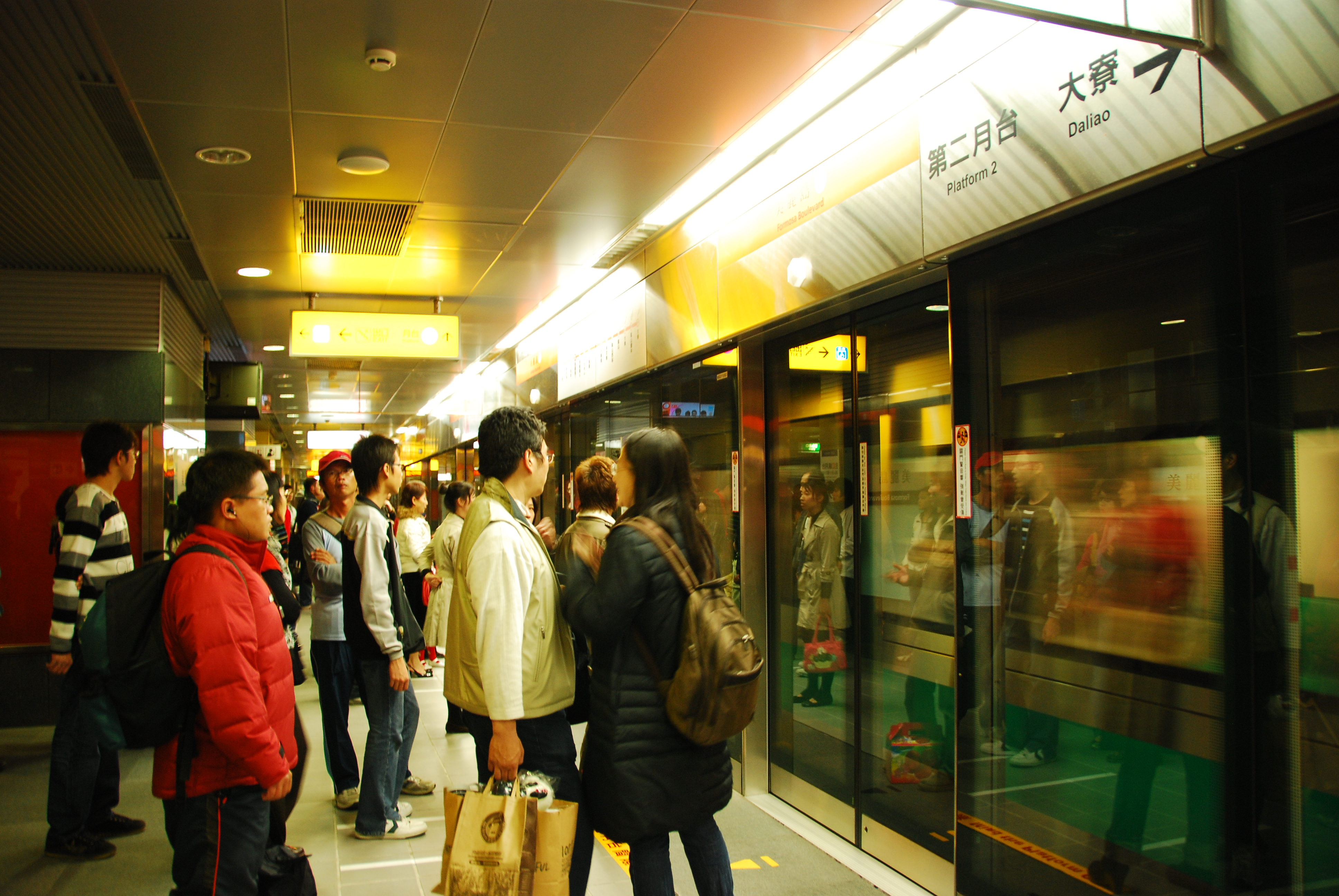
橘線月台層

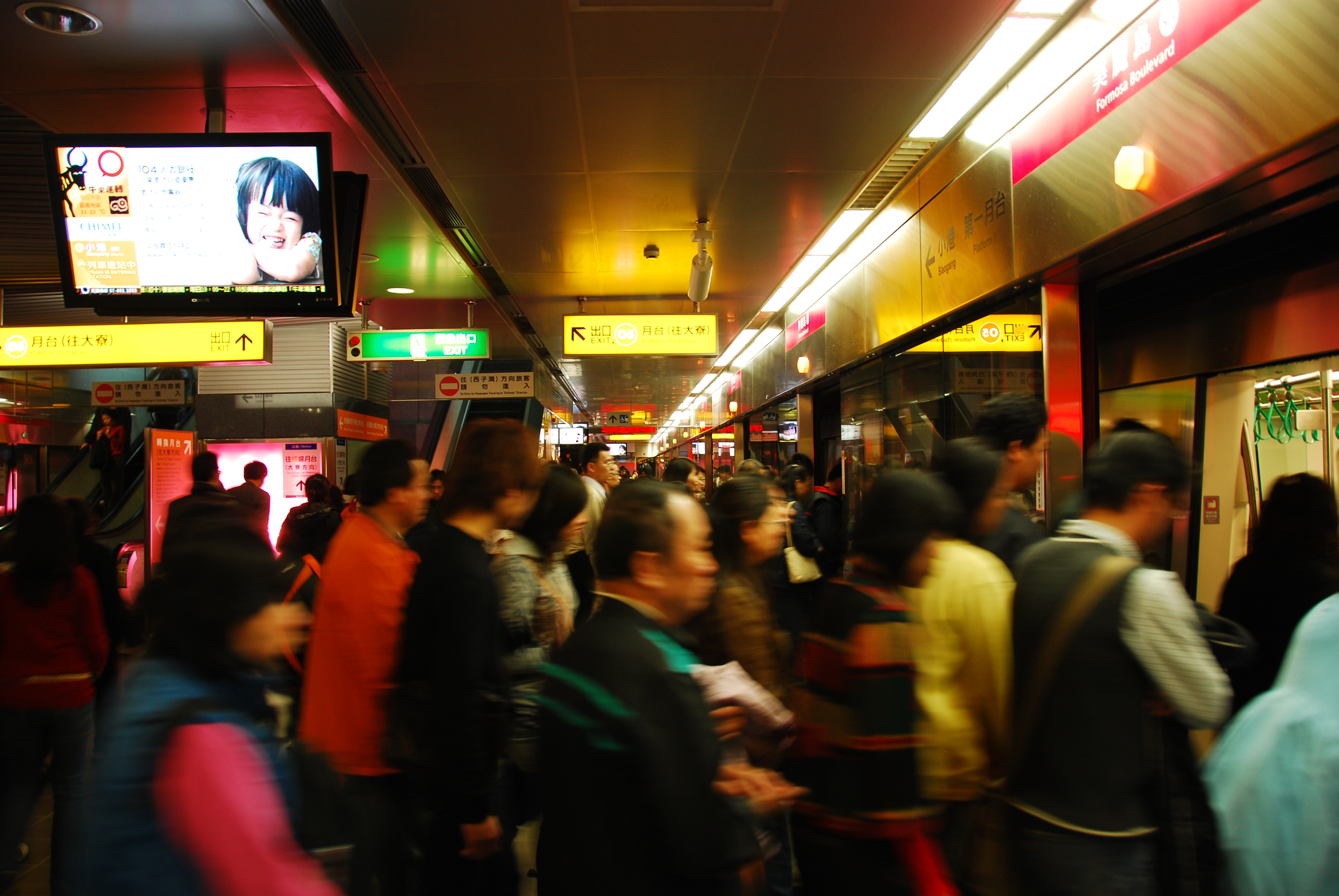
紅線月台層

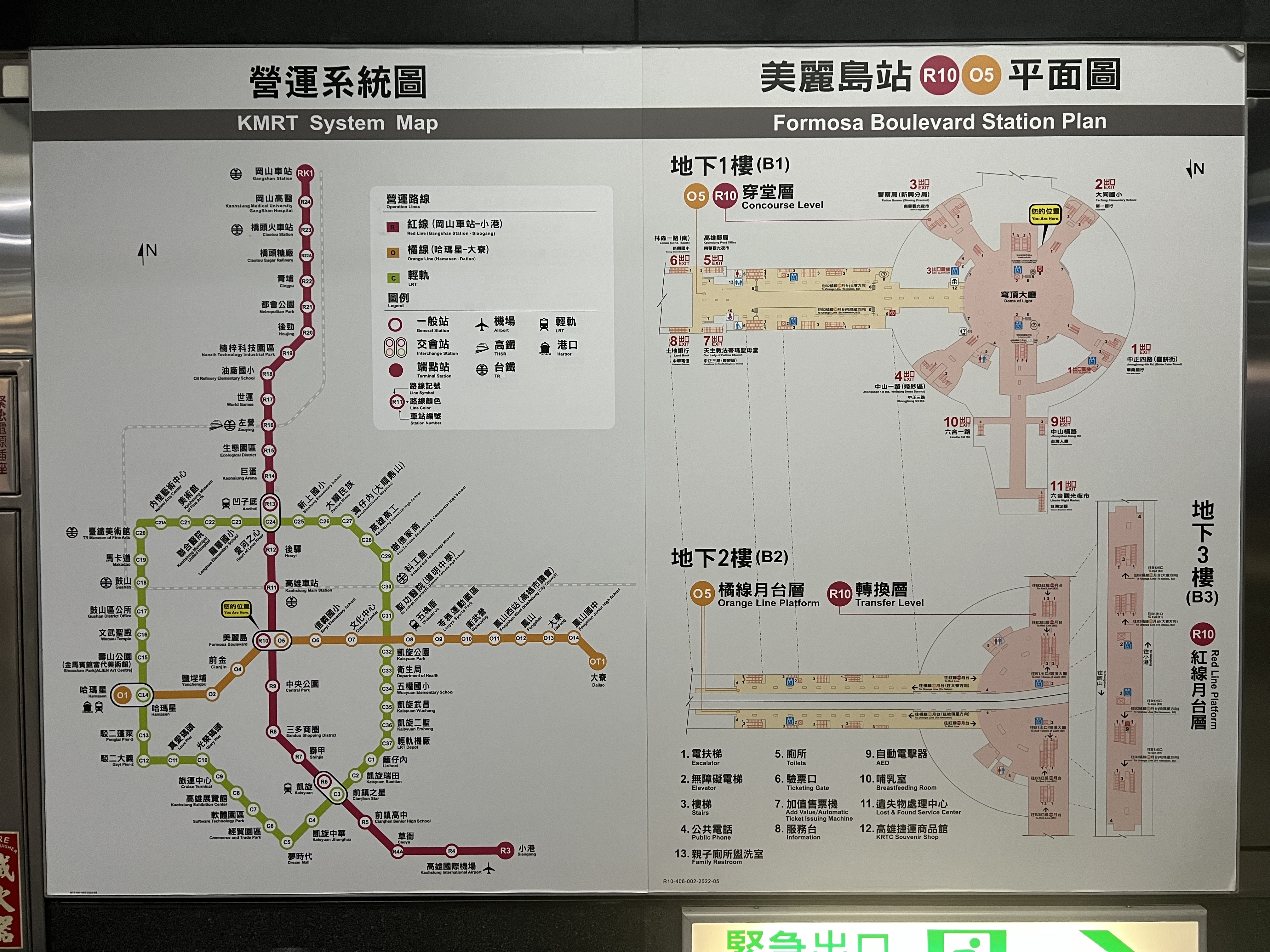
美麗島站平面圖

地下三層側式月（橘線）、島式月（紅線）交會站，共有11個出入口。於紅、橘線交會處的中山、中正路大圓環下方以地下圓形建築方式興建，紅線與橘線月台部分以「凸」型相交，直徑140公尺的車站主體建築為全世界最大的地下圓型車站。橘線車站部份寬39公尺、長240公尺、深27公尺。
本站為島式與側式月台並存的地下十字交岔節點轉乘站（無須至大廳層即可於月台間上下樓轉車:4-23，類似臺北捷運松江南京站），於B2穿堂層在中央部分切分成兩個不相連的月台區，並於紅線島式月台才相通。也因此旅客在搭乘橘線前須遵循行車方向選擇月台動線搭車。
此外，於本站東北側設置了連接紅線（本站與高雄車站間，往北路段）和橘線（本站與信義國小站間，往東路段）的轉轍軌，深度相當於本站地下三樓。

### 車站樓層
| 地面                       | 出入口                                                       | 出入口                                                   |
| 地下 一樓                  | 穿堂層                                                       | 大廳、穹頂大廳（公共藝術「光之穹頂」所在地，大圓環下方） |
| 地下 一樓                  | 穿堂層                                                       | 詢問處、自動售票機、驗票閘門、廁所（2、4、5、7出口旁）   |
| 地下 二樓                  |                                                              |                                                          |
| 轉乘區                     | 紅線、橘線轉乘區（與橘線1號月台相連） 電扶梯、階梯往紅線月台 |                                                          |
|                            |                                                              |                                                          |
| 側式月台，右邊車門將會開啟 |                                                              |                                                          |
| 1號月台                    | ← 橘線 往哈瑪星方向（前金站）                                |                                                          |
| 2號月台                    | 橘線 往大寮方向（信義國小站）→                               |                                                          |
| 側式月台，右邊車門將會開啟 |                                                              |                                                          |
| 轉乘區                     | 紅線、橘線轉乘區（與橘線2號月台相連） 電扶梯、階梯往紅線月台 |                                                          |
| 地下 三樓                  | 1號月台                                                      | ← 紅線 往小港方向（中央公園站）                          |
| 地下 三樓                  | 島式月台，左邊車門將會開啟                                   |                                                          |
| 地下 三樓                  | 2號月台                                                      | 紅線 往岡山車站方向（高雄車站）→                         |

### 車站出口
出口1、2、3、4位於大圓環與紅線月台南端，出口5、6、7、8位於橘線月台東端，出口9、10、11位於紅線月台北端，無障礙電梯設於出口1、3。
| 出入口                          | 圖片 | 出入口資訊                                                    |
| ------------------------------- | ---- | ------------------------------------------------------------- |
| 出入口1 · 設有電梯 · 設有手扶梯 |      | 中正路喜餅街、華南銀行、中正四路（大圓環西北方）              |
| 出入口2 · 設有手扶梯            |      | 大同國小、第一銀行、惠仁醫院（大圓環西南方）、YouBike微笑單車 |
| 出入口3 · 設有電梯 · 設有手扶梯 |      | 警察局（新興分局）、中華電信（光世代廣場，大圓環東南方）      |
| 出入口4 · 設有手扶梯            |      | 中正路婚紗區、中正三路（西，大圓環東北方）                    |
| 出入口5                         |      | 高雄郵局（中正三路北側）、YouBike微笑單車                     |
| 出入口6 · 設有手扶梯            |      | 南華觀光夜市（中正三路南側）、YouBike微笑單車                 |
| 出入口7                         |      | 中山路婚紗區（中正三路北側）、YouBike微笑單車                 |
| 出入口8 · 設有手扶梯            |      | 臺灣土地銀行、中華電信（中正三路南側）                        |
| 出入口9                         |      | 台灣人壽、中山橫路（中山一路西側）、YouBike微笑單車           |
| 出入口10                        |      | 高雄二信、六合一路（中山一路東側）、YouBike微笑單車           |
| 出入口11                        |      | 臺灣企銀、六合觀光夜市（中山一路西側）                        |
| 註： 設有電梯 \| 設有手扶梯     |      |                                                               |

### 公共藝術

#### 光之穹頂

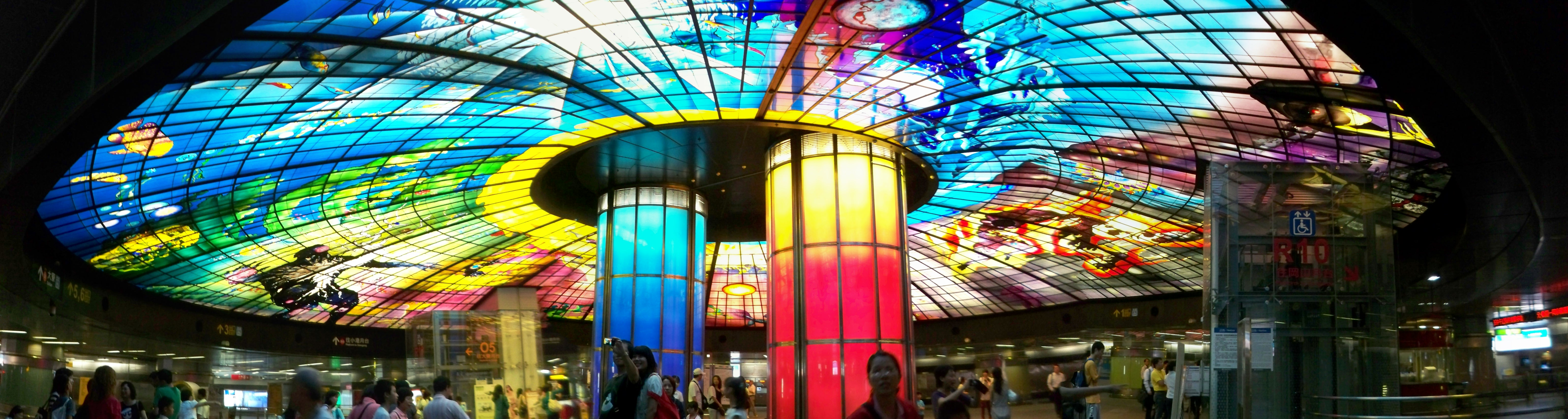
光之穹頂廣角圖

光之穹頂設於本站地下一樓穹頂大廳，由國際知名藝術家水仙大師（Maestro Narcissus Quagliata）親手繪製，並由德國百年Derix手工玻璃工作坊製作，歷時四年半，直徑達30公尺，面積為660平方公尺。依創作主題共分成四大區塊（quadrant），共有16個小區塊（section），1,252扇窗（window），每面窗有2至9片「窗面」（panel），每面窗面有3-100片玻璃鑲嵌而成。
「光之穹頂」上的各個人體交相呼應，所傳達的「包容」精神，更展現作品「水」、「土」、「光」、「火」四大區塊的意涵，呈現出人在世界裡，從誕生、成長、榮耀到毀滅，而後重生的輪迴過程。水仙大師的創作理念表示：「透過這件作品，我想傳達人性的價值，人與人、環境、及萬物之間的關係；人天合一的境界，以及人心在仇恨鬥爭中失去的部分。」水仙大師強調，提出了一個觀點：「讓旅客凝望穹頂時，找到一個作夢的地方，提供一個自由思考與想像的公共藝術空間」。在作品完成時，水仙大師曾整整一天無法開口說話。
2015年9月23日 - 高雄捷運上午發表光之穹頂2.0版，將原本只是靜態呈現的光之穹頂、搭配上定時光炫幻影秀，讓民眾透過聲光效果感受藝術魅力。
高捷少女中的小穹，頭上的髮飾設計正是參考光之穹頂。

- 水：象徵生命， 萬物起源從水開始，海洋孕育著生命，如同 一個懷孕的母親，陽光從頭頂照進來，發出數道光芒 ，魚群由近到遠以逆時針的方向繞著光芒旋轉，享受著生命的喜悅。

- 土：象徵成長，胸懷大志，從胸口長出英雄大樹。頭、手、腳發出強烈光芒，一些星雲逐漸形成恆星。許多生命在上面生存，有花、有草也有鳥，生命和環境彼此共生共榮。

- 光：代表創造與提升，利用前進的雙腳廣遊四方，到處學習來充實自己表現胼手胝足的創業精神，意氣風發且飛揚，人神共舞，日照斜雨拋虹。將夢想完成，將自己的光芒、成就散播出去。

- 火：毀滅與重生，這裡描述的是戰爭，戰爭的反面就是愛與包容，經過深切的反省後，從悲傷的灰燼中幻化出一隻浴火鳳凰，尾巴流著橘紅色的鮮血，沈重地拍擊翅膀，飛向新的開始。

- 穹頂中心的兩大圓柱，紅代表陽、藍代表陰，象徵陰陽相融、支撐起整個世界。

#### 捷運之心、祈禱
本站地面站體設於中山路與中正路交會處圓環，曾為美麗島事件的發生地，由日本後現代主義風格建築師高松伸以祈禱之主題勾勒出捷運之心之整體概念。四個玻璃帷幕出入口，以合掌的姿態，環繞著圓環開展，蘊含「祈禱」的意念，象徵著四面八方湧入廣場祈求民生和平的人群，沿著街道向廣場集聚，心手相連，自然和諧地融為一體，定名為「祈禱」。
而四個玻璃帷幕出入口的尖端，在夜間各射出雷射光束，於空中交會，形成「捷運之心」意象，象徵高雄捷運十字路網的交會處。
高捷少女中的二期新生小祈，頭上的髮飾設計正是參考捷運之心「祈禱」。

## 歷史
- 原訂站名為大港埔，後來因配合美麗島大道（中山路）計畫因而改名，英文站名即美麗島大道（Formosa Boulevard）。
- 2008年3月6日主體工程完工，4月底完成回填工作。
- 2008年3月9日：高雄捷運紅線全線正式通車，但美麗島站未啟用[11]，因此已通車之紅線列車通過此站時採取過站不停繼續前行。
- 2008年4月28日高雄市議會議長莊啟旺認為美麗島站政治味太濃，建議能夠將站名改回原來的大港埔站。高雄市政府捷運工程局局長李正彬則表示，美麗島車站命名經過公開、透明的作業，非捷運局草率決定[12][13]。
- 2008年9月14日：隨著橘線正式通車而啟用[14]。
- 2008年9月21日：舉行通車典禮[14]。

## 利用狀況
2024年日均進出人次為18,079人，在高雄捷運系統中排名第5名。
| 年   | 全年      | 全年      | 全年      | 全年   | 單日平均 | 單日平均 |
| 年   | 上車      | 下車      | 上下車計  | 來源   | 上車     | 上下車   |
| ---- | --------- | --------- | --------- | ------ | -------- | -------- |
| 2008 | 780,374   | 756,262   | 1,536,636 | [ a ]  | 7,159    | 14,098   |
| 2009 | 2,029,335 | 1,894,221 | 3,923,556 | [ 16 ] | 5,560    | 10,749   |
| 2010 | 2,098,257 | 1,957,662 | 4,055,919 | [ 17 ] | 5,749    | 11,112   |
| 2011 | 2,215,639 | 2,066,855 | 4,282,494 | [ 18 ] | 6,070    | 11,733   |
| 2012 | 2,533,651 | 2,383,710 | 4,917,361 | [ 18 ] | 6,923    | 13,435   |
| 2013 | 2,677,270 | 2,530,712 | 5,207,982 | [ 18 ] | 7,335    | 14,268   |
| 2014 | 2,683,162 | 2,559,237 | 5,242,399 | [ 18 ] | 7,351    | 14,363   |
| 2015 | 2,670,550 | 2,585,402 | 5,255,952 | [ 18 ] | 7,317    | 14,400   |
| 2016 | 2,849,996 | 2,769,745 | 5,619,741 | [ 18 ] | 7,787    | 15,354   |
| 2017 | 2,881,380 | 2,805,453 | 5,686,833 | [ 18 ] | 7,894    | 15,580   |
| 2018 | 2,985,726 | 2,914,251 | 5,899,977 | [ 18 ] | 8,180    | 16,164   |
| 2019 | 3,377,255 | 3,312,013 | 6,689,268 | [ 18 ] | 9,253    | 18,327   |

## 榮譽
- 美國旅遊網站「BootsnAll」於2012年初評選全世界最美麗的15座地鐵站－本站為第二名[19]。
- 國際知名新聞網站PolicyMic（英语：PolicyMic）於2014年初選出「讓紐約客只能夢想的全球8大最美地鐵站」－本站為第二名。
- 德國人文地理雜誌GEO於2022年初評選爲全球十大美捷運站第六名
- 英國「每日郵報」（Daily Mail）選出全世界最美的12個地鐵站，高捷美麗島站上榜。高雄捷運公司指出，美麗島站的「光之穹頂」為全世界最大單件玻璃藝術。[20]

## 照片集

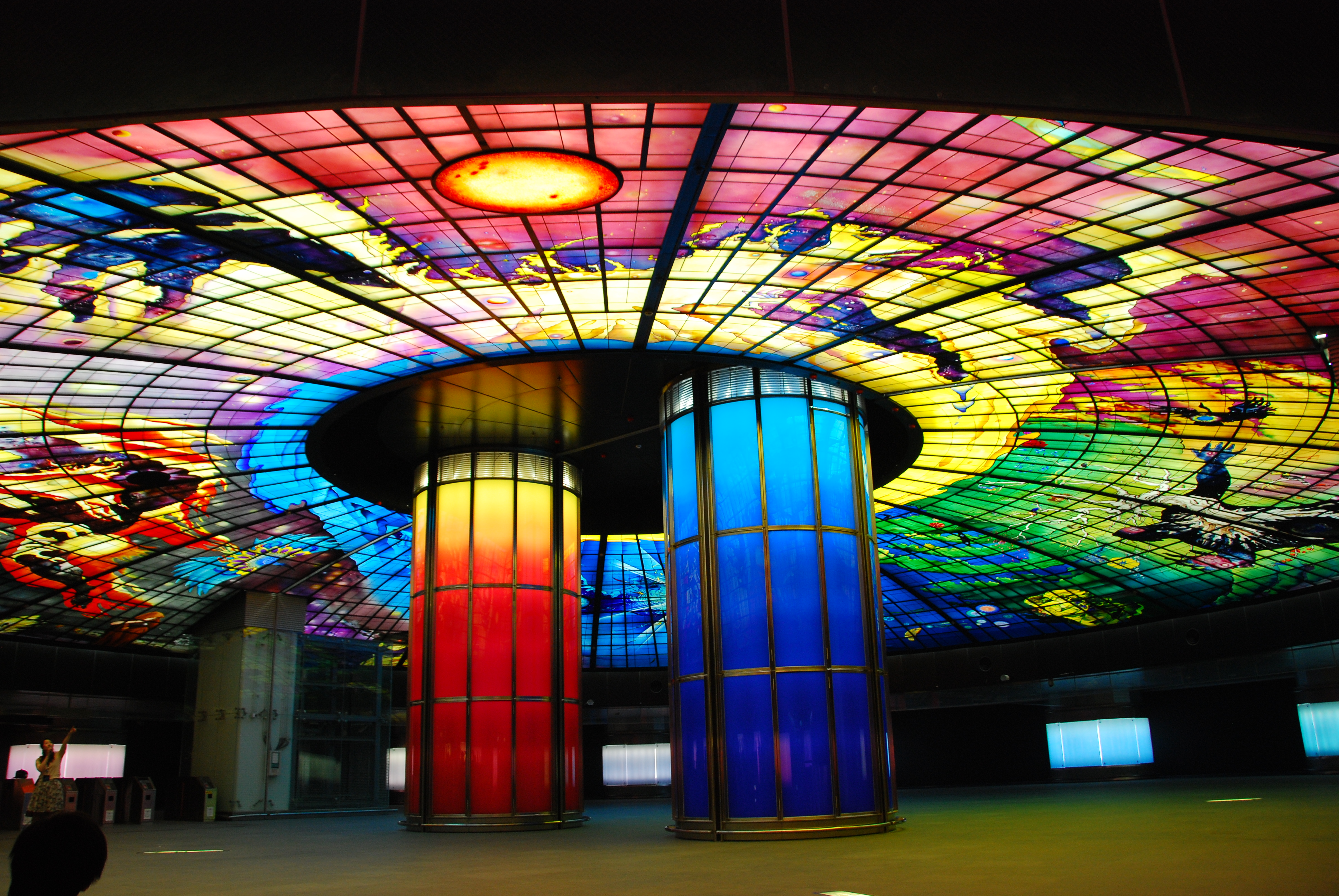
光之穹頂
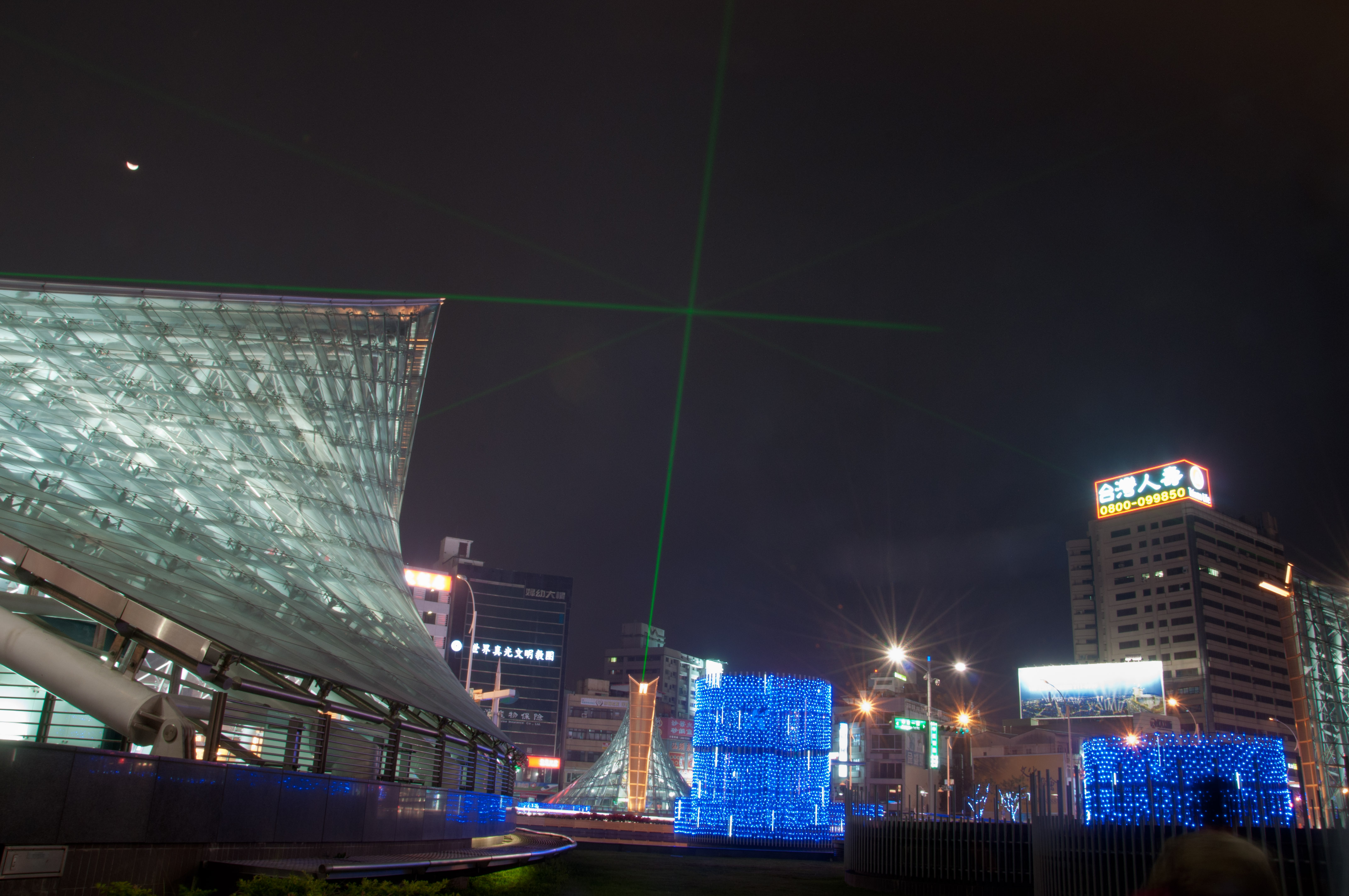
「祈禱」與「捷運之心」雷射光
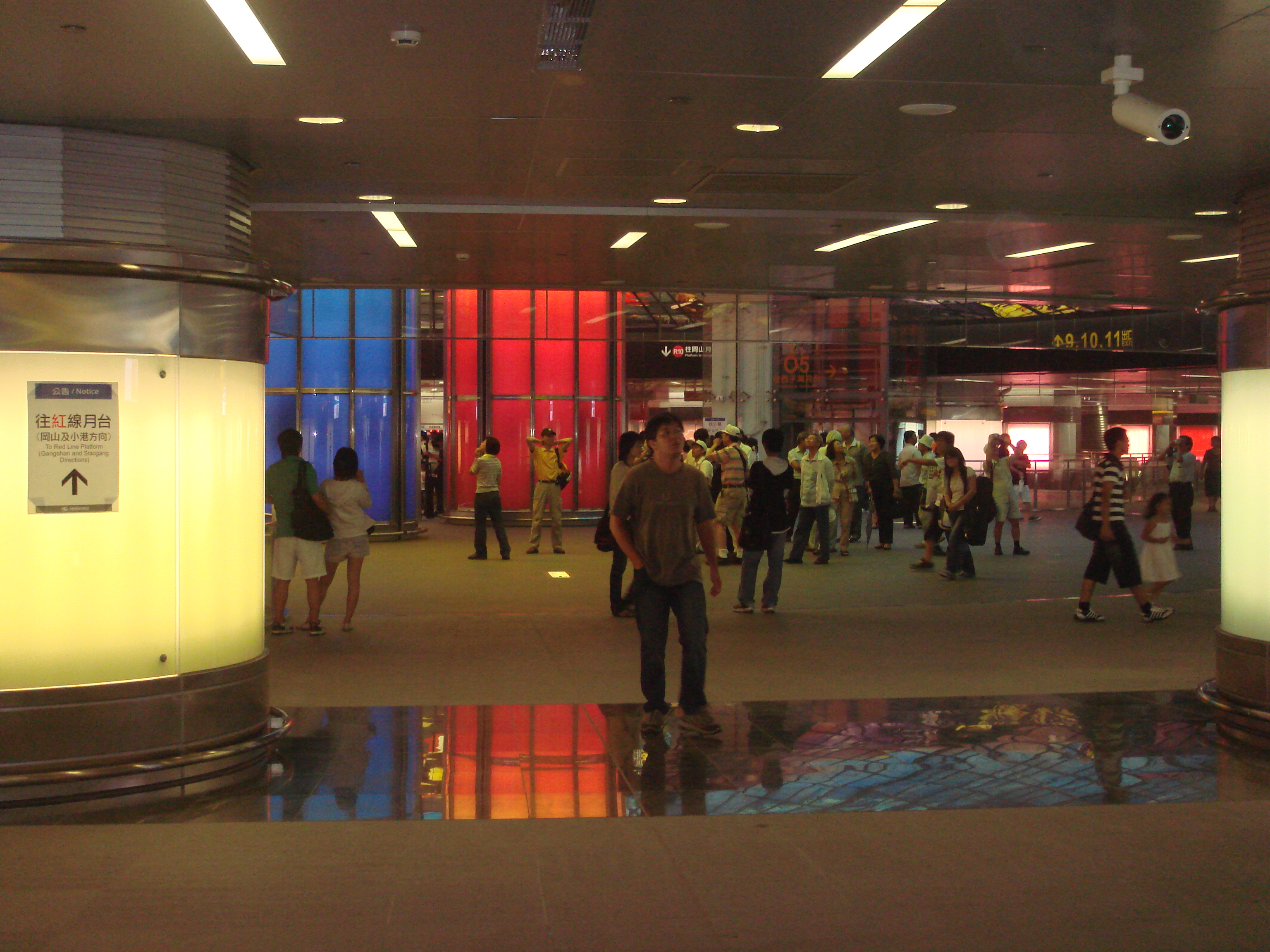
地下一樓穿堂層
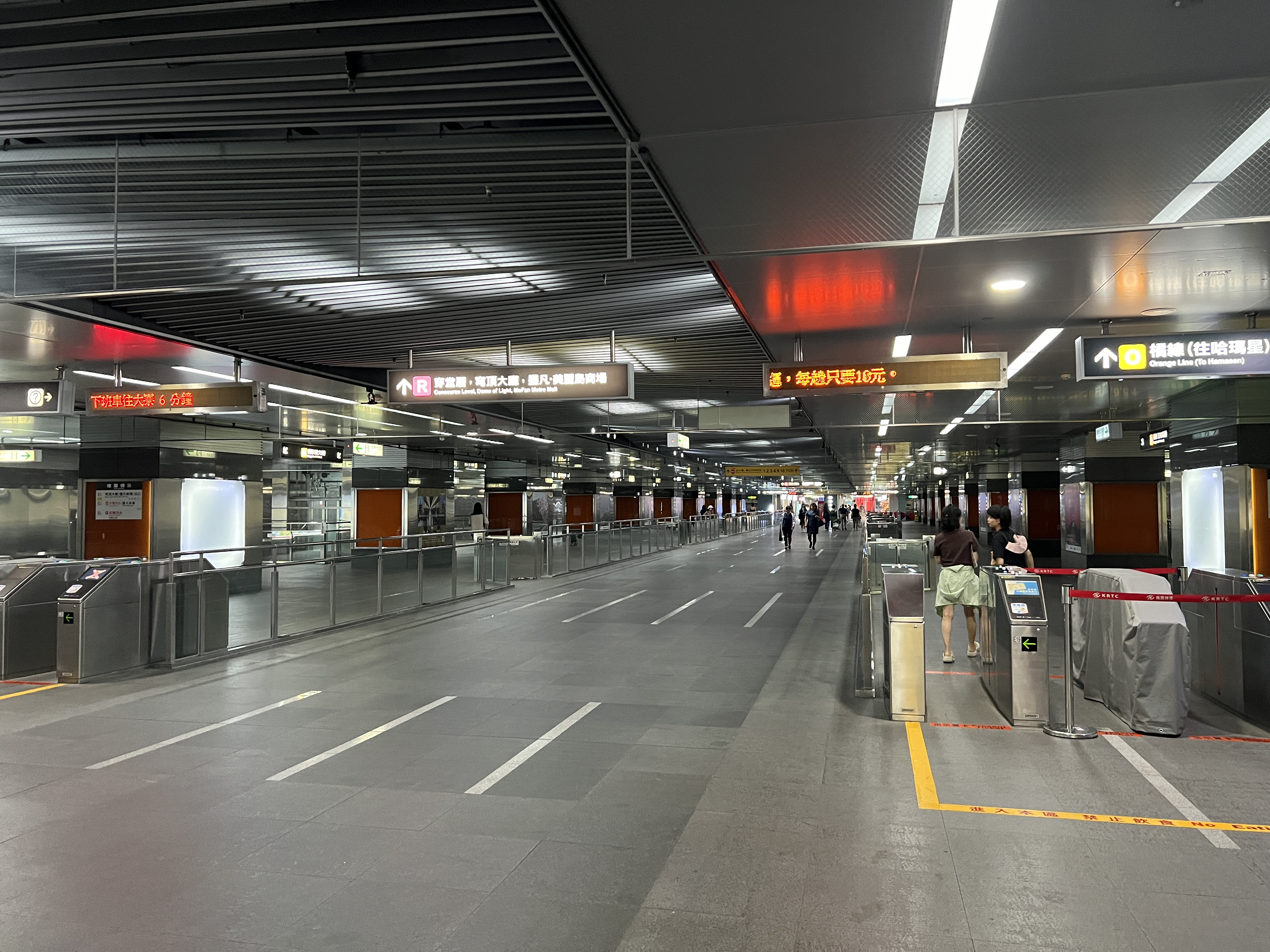
穿堂層橘線出入口

## 參閱
- 高雄市
- 高雄捷運
- 高捷少女
- 高雄捷運商品館
- 高雄市公車
- 美麗島事件
- 大港埔
- 松江南京站—捷運月台配置相似的台北捷運車站

## 腳註

## 外部連結
- 美麗島（高雄捷運公司） （页面存档备份，存于）